# Slovenská vlajka

Slovenská vlajka
Poměr stran: 2:3

Vlajka Slovenska se skládá ze slovanské trikolóry a slovenského znaku. Barvy slovenské trikolóry jsou odvozené jednak od původních slovenských barev, červené a bílé z roku 1848 (téhož roku přibyla i modrá) a jednak od panslovanských barev (bílá, modrá, červená).

## Popis

Rozměry slovenské vlajky

Vlajku popisuje § 9 odstavec 2 Ústavy SR, stejně jako Zákon NR SR č. 63/193 Z. z. z 18. února 1993:
- poměr stran: 2:3
- poloha štítu se znakem: 1/3 délky vlajky od stožáru
- výška štítu se znakem: 1/2 šířky vlajky
- šířka lemu štítu se znakem: 1/100 délky vlajky

## Dějiny

### Před vznikem Československa
Dnešní podoba vznikla během revoluce 1848/1849, když Slováci bojovali na straně Vídně proti Maďarům. Mezi dubnem a zářím 1848 se ještě používala (české a polské podobná) červeno-bílá vlajka (bez znaku), přičemž úplně poprvé „oficiálně“ se takováto vlajka údajně použila 23. dubna 1848 v Brezové během divadelního představení. Od září 1848 (dle jiných pramenů od srpna) se přidal modrý pás a začala se používat nejčastěji vlajka červeno-bílo-modrá, nebo bílo-modro-červená. Modrý pás byl převzatý z ruské a chorvatské zástavy (Rusové jako patroni Slovanů, Chorvati jako bratrský národ v Uhersku). Některé z vlajek roku 1848 nesly také uherský státní znak, přičemž v něm však často byla změněná barva třech vršků na modrou (tedy na dnešní barvy slovenského znaku). Použitím uherského znaku se mělo vyjádřit, že se Slováci (ještě) nechtějí odtrhnout od Uherska, ale chtějí uznání svého národa v rámci Uher.
Pořadí pruhů se ustálilo na dnešním stavu až v roce 1868 a tuto vlajku ve velkém používaly slovenské spolky v USA.

### Po vzniku Československa
Nově vzniklé Československo si 30. března 1920 po dlouhém uvažování zvolilo vlajku, která byla odvozena z tradiční české bílo-červené vlajky, kterou doplnil modrý trojúhelníkem, podle některých symbolizující Slovensko, protože Slováci měli modrou barvu ve svém znaku od roku 1848. Tato československá vlajka se stala na základě zákona ze dne 17. prosince 1992 také českou vlajkou, ačkoliv Ústavní zákon o zániku České a Slovenské Federativní Republiky z roku 1992 používání symbolů Československa nástupnickými státy tehdy zakazoval. 
Slováci však už i po roce 1918 používali jako svoji vlajku trojpruhou zástavu (dnešní bez znaku), proto její používání bylo v roce 1919 v Československu oficiálně povolené. Dne 19. listopadu 1938, po vyhlášení slovenské autonomie v rámci Česko-Slovenska, dostala oficiální charakter vlajka se třemi pruhy (dnešní bez znaku). V letech 1938-1939 Slováci zároveň přechodně používali jako symbol boje za autonomii v rámci Česko-Slovenska jako vlajku také červený dvojitý kříž v bílém kruhu na modrém pozadí.
Také první Slovenská republika používala v letech 1939-1945 dnešní vlajku (opět bez slovenského znaku), a to jako státní i podle zákona z 23. června 1939. První Slovenská republika zavedla i vlastní vojenskou vlajku (zanikla 1945), kterou byla státní vlajka s dvojitým černým křížem v černě lemovaném štítu uprostřed listu.
Po Sametové revoluci (1989) ústavní zákon od 1. března 1990 opět zavedl vlajku se třemi pruhy (bez znaku). Používání znaku na vlajce se stalo nezbytným od roku 1991, aby se předešlo záměnám s podobnými novými vlajkami Ruska a Slovinska. Vlajka se znakem jsou popsány v 9. hlavě Ústavy SR. Poprvé zavlála nad Bratislavským hradem 3. září 1992 ve 20:22 hod. 
Některé detaily formy slovenské státní vlajky určil až Zákon NR SR z 18. února 1993. Podle něho se výška štítu se znakem rovná polovině šířky vlajky a štít je olemovaný bílým páskem, jehož šířka je rovná jedné setině délky vlajky.

## Galerie

Vzor svislého věšení – pro každý styl vyvěšení je nutno vyrobit patřičné provedení
Vlajka slovenského prezidenta Poměr stran: 1:1
Slovenská vlajka od roku 1848/1868, 1919–1938 neoficiální vlajka Slovenska, 1938–1939 oficiální vlajka autonomní Slovenské krajiny, 1939–1945 oficiální vlajka První Slovenské republiky, 1990–1992 oficiální vlajka Slovenské republiky Poměr stran: 2:3
Jedna z podob slovenské vlajky před přidáním modrého pruhu, 1918–1920 oficiální vlajka Československé republiky; též tradiční česká vlajka, 1990–1992 oficiální vlajka České republiky, původně zamýšlená vlajka Česka. Bojový prapor České družiny později čsl. legií, používán od 28. září 1914, Den české státnosti do 28. říjen 1918 Poměr stran: 2:3
Vlajka Československa (ČSR, ČSSR, ČSFR) od roku 1920; též oficiální vlajka Česka od ledna 1993 Poměr stran: 2:3
Československá námořní válečná vlajka (1935–1955) Poměr stran: 2:3
Československá námořní válečná vlajka (1955–1960) Poměr stran: 2:3
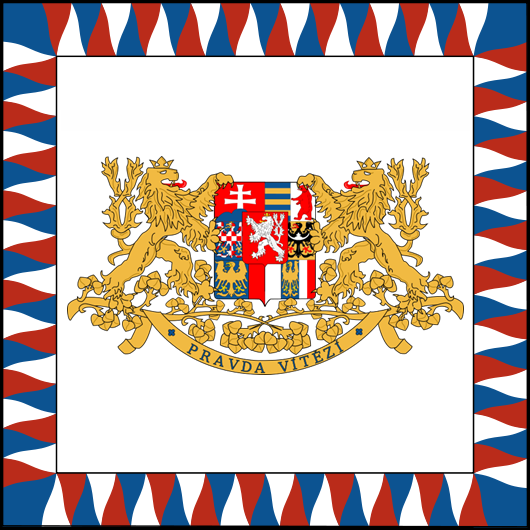
Vlajka československého prezidenta (1918–1939, 1945–1960) Poměr stran: 1:1
Vlajka prezidenta Slovenského státu (1939–1945) Poměr stran: 1:1
Vlajka československého prezidenta (1960–1990) Poměr stran: 1:1
Vlajka československého prezidenta (1990–1992) Poměr stran: 1:1